# Жоффруа II (граф Провансу)
Жоффруа II (фр. Geoffroi II de Provence; д/н — 13 лютого 1065) — граф Провансу і Форкальк'є в 1051—1065 роках.

## Життєпис
Походив з династії Бозонідів (Прованського дому), з молодшої гілки. Другий син Фулька Бертрана, графа і маркіза Провансу, та Гільдегарди Тулузької. Народився десь після 1018 року. Вперше письмово згадується 1044 року, коли разом з батьком і братом Вільгельмом здійснив пожертву абатству Сен-Віктора в Марселі.
1051 року після смерті батька успадкував графство Прованс. Втім першість в Прованському графстві належала стрийкові Жоффруа I. Титул та володіння маркіза Провансу отримав його родич Бертран з Тулузького дому.
1063 року став правити Провансом з братом Вільгельмом V. Того ж року згадується в акті здійснення пожертви Клюнійському абатству. Але 1065 року за невідомих обставин Жоффруа II помер, усі землі успадкував його брат.